# مورگان، بیمار مناسبی برای درمان
مورگان، بیمار مناسبی برای درمان (به انگلیسی: Morgan - A Suitable Case for Treatment) فیلمی ۹۷ دقیقه‌ای به کارگردانی کارل رایس با بازی دیوید وارنر است.